# Łabędź z Dunstable
Łabędź z Dunstable (ang. Dunstable Swan Jewel) – gotycki klejnot w formie stylizowanego łabędzia wykonany ze złota i  emalii, datowany na około 1400 rok, odkryty w 1965 roku na terenie dawnego opactwa dominikanów w Dunstable (Bedfordshire, Wielka Brytania), prezentowany w zbiorach British Museum w Londynie. Cenny przykład angielskiej sztuki dworskiej doby późnego średniowiecza.
Klejnot ten składa się ze stylizowanego ptaka, przypominającego łabędzia niemego, wykonanego z lanego złota oraz nieprzezroczystej emalii w technice ronde bosse, która pokrywa większość dzieła. Emalia ta utrzymana jest przede wszystkim w tonacjach białych, w dużo mniejszym stopniu użyto tonacji różowych (dziób) i czarnych (oczy). Na szyi ma dwunastodzielną złotą koronę, z motywem stylizowanej lilii heraldycznej, który tworzy dekorację większych sześciu zwieńczeń. Do korony, od strony przedniej przylega wypustka z otworem do złotego łańcucha, składającego się z 24 ogniw oraz nieco większej obręczy.
W średniowiecznej Anglii łabędź był jednym z najbardziej preferowanych ptaków jako motyw literacki, historyczny oraz heraldyczny. W literaturze utrwaliła się tradycja legend arturiańskich, w tym wątek o Rycerzu Łabędzi ratującego niewiastę. Przeszkodę dla tegoż rycerza pragnącego zabrać pozostawioną na drugim brzegu w niebezpieczeństwie damę, stanowiło rozległe jezioro. Przeprawy dokonał na muszli-łodzi dzięki białemu łabędziowi, który poprowadził łódź do docelowego miejsca. Rychło na terenie kontynentu powstały liczne wersje, m.in. w  starofrancuskich chansons de geste, w dobie pierwszej wyprawy krzyżowej, a także w różnych opowieściach o Lohengrinie, w tym Wolframa von Eschenbacha, a także w legendach normandzkiego pisarza Jeana Renarta.
W Historia Regum Britanniae pióra Geoffreya z Monmouth, legendarną postać rycerza złączono z królem Arturem. Angielski król Edward I Długonogi miał odwołać się do legendy o Rycerzu Łabędzi podczas przysięgi składanej przed podbojem Szkocji przez jego armię. Później enigmatyczna postać Rycerza Łabędzi i jego bohaterstwo stanowiły w kulturze dworskiej nie tylko jeden z darzonych estymą toposów, ale wiele rodów doszukiwało swoich najdalszych korzeni w owej postaci, m.in. w celu legitymizowania swej władzy. Łabędź z Dunstable stanowi jeden z rzadkich przykładów średniowiecznego rzemiosła artystycznego, w których można odczytać recepcje legendarnych opowieści. Jest również rzadkim przykładem plastycznego wariantu figury heraldycznej, najprawdopodobniej stanowiącej część reprezentacyjnego kostiumu wysoko nobilitowanej osoby.
Nie jest wiadomo, kto był posiadaczem tego klejnotu. W historiografii artystycznej znalazło się kilka wersji. Wskazuje się zarówno na przedstawicieli możnych rodów, jak również monarchów. Spośród rodów wymieniani są Bohunowie oraz Lancasterowie. Na herbie pierwszego z wymienionych figurował łabędź. W 1380 roku Maria Bohun poślubiła Henryka z Lancasterów. Zdarzenie to miało czas w dobie panowania króla Ryszarda II, jednego z najpotężniejszych reprezentantów dynastii Plantagenetów, krzewiciela sztuki i kultury dworskiej. Artystycznym świadectwem jego wkładu w sztukę jest tzw. Dyptyk Wiltona, który stanowi kontekst dla Łabędzia z Dunstable. Dyptyk ten ukazuje klęczącego króla Ryszarda (w asyście świętych patronów Anglii) przed Matką Boską z Dzieciątkiem w otoczeniu aniołów. Na wytwornych kostiumach monarchy oraz aniołów widoczne są brosze, aczkolwiek tu figurą heraldyczną nie jest łabędź, lecz jeleń, który jako autonomiczna figura heraldyczna zdobi rewers lewego skrzydła dyptyku. Cechą wspólną tych figur jest motyw korony opinającej szyję i przytwierdzony do insygnium łańcuszek. Z zapisu inwentarzowego osobistego skarbca Ryszarda II można się dowiedzieć nie tylko o wytwornych broszach z motywem heraldycznego jelenia, lecz także występuje wzmianka o klejnocie w formie łabędzia.
Dyskusyjna jest także kwestia wykonania klejnotu, zważając na intensywne relacje artystyczne między dworem angielskim a francuskim, mimo politycznej rywalizacji (wojna stuletnia). W stolicy Francji powstawały najbardziej spektakularne dzieła złotnicze z enamel de ronde bosse, a następnie eksportowane m.in. krzyż relikwiarzowy dla katedry w Ostrzyhomiu, relikwiarz Zakonu Świętego Ducha (obecnie w Luwrze), relikwiarz Ciernia Chrystusowego (ob. w British Museum) tzw. Złoty Rumak ofiarowany przez Izabelę Bawarską kościołowi w Altötting, figura Marii z Dzieciątkiem w skarbcu katedry w Burgos, miniaturowy tryptyk z Chocques (ob. Rijksmuseum), kolia w Cleveland Museum of Art, medalion z Tronem Łaski w zbiorach waszyngtońskiej National Gallery of Art oraz liczne klejnoty i elementy biżuterii (m.in. brosze, medaliony, zapony, naszyjniki), charakteryzujących się misternym wykonaniem poszczególnych elementów, nieco idealizowanym sposobem obrazowania postaci, użyciem szerokiej gamy barwnej emalii, obfitą dekoracją ornamentalną. Łabędź z Dunstable należy do unikatowych dzieł złotniczych, przede wszystkim ze względu na dosłowne zobrazowanie figury heraldycznej.